# パトリス
パトリス（PATOLIS）は、かつて存在した日本初のオンライン特許検索サービス。1978年にサービスを開始し、2014年1月31日にサービスを終了した。また、株式会社パトリス（PATOLIS Corporation）は、2001年4月1日以降、同サービスを提供していた企業。2014年3月31日に解散した。

## 概要
1978年にサービスを開始した日本のオンライン特許検索サービスの草分け的存在である。
サービス開始当初は財団法人日本特許情報センター（Japatic。後の財団法人日本特許情報機構（Japio））が提供していたが、2001年4月1日に株式会社パトリスに譲渡されて民営化。以降は同社によって提供されていた。しかし、経営状況の悪化のため、2009年に民事再生法の適用を申請。事業の立て直しを図ったものの、2014年1月にサービス停止に至った。

## 沿革
- 1971年 - 財団法人日本特許情報センター（Japatic）設立[2]。
- 1978年 - Japaticが日本で最初の特許情報オンライン検索システムPATOLISのサービスを開始[2]。
- 1985年 - PATLIS-IIのサービス開始[3]。
- 1985年8月 - Japaticと社団法人発明協会の特許情報サービス部門を統合し、財団法人日本特許情報機構（Japio）となる[2]。
- 1990年3月 - PATLIS-IIIのサービス開始[3]。
- 2000年11月29日 - 株式会社パトリス設立[2]。本社を東京都江東区東陽に置く。
- 2001年4月1日 - Japioから株式会社パトリスにPATOLISのサービスが営業譲渡される[4]。
- 2001年4月 - 株式会社パトリスが本社を東京都江東区塩浜に移転[2]。
- 2003年11月4日 - PATLIS-IVのサービス開始[5]。
- 2009年7月17日 - 株式会社パトリスが東京地裁に民事再生法に基づく再生手続を申し立て。
- 2009年7月22日 - 株式会社協和テクノサービスの支援を受け、手続開始が決定[6]。
- 2012年7月 - 株式会社パトリスが本社を東京都中央区新川に移転。
- 2014年1月31日 - PATOLISの全てのサービスを終了。ただし、PATOLIS（オンラインサービス）のみは2月14日までの間、登録ユーザーが無料で利用可能であった（同期間のデータ更新およびSDI・ウォッチング実行は無し）[7]。
- 2014年3月31日 - 株式会社新川情報（旧株式会社パトリス）が解散[8]。
- 2014年7月 - NRIサイバーパテント株式会社（現サイバーパテント株式会社）が、パトリス抄録及びフリーキーワードの著作権を譲り受けるとともに、登録商標「パトリス（PATOLIS）」の商標権を取得[8]。

## 会社概要
- 設立年月日：2000年（平成12年）11月29日[2]
- 事業内容：特許のデータベース PATOLIS を中心とした特許情報の提供[2]
- 資本金：1億円[2]
- 本社所在地：東京都中央区新川一丁目